# Белов, Валерий Геннадьевич
Валерий Геннадьевич Белов (род. 24 января 1967, Москва) — советский и российский хоккеист, нападающий, тренер. Мастер спорта международного класса. Тренер. Заслуженный тренер России.

## Биография
Родился 24 января 1967 в Пушкине Московской области. Когда ему было шесть лет, семья переехала в Подольск. Отец Белова был профессиональным мотогонщиком.
С пяти лет занимался катанием на коньках. После переезда в Подольск увлёкся хоккеем и начал играть за школьную команду в детско-юношеском турнире «Золотая шайба». В одном из матчей забил несколько голов и обратил на себя внимание представителя тольяттинской школы «Торпедо», которую возглавлял Александр Зачёсов. Белов в юношеском возрасте не относился к своему увлечению серьёзно, одновременно с хоккеем занимаясь футболом, а также в музыкальной школе (класс скрипки). Спустя некоторое время Зачёсов порекомендовал Белова Рамилю Валиуллину, тренеру команды «Москвич», выступавшей в чемпионате Москвы. Через год Белов и ещё несколько игроков «Москвича» перешли в московское «Динамо», с командой этой школы работали Александр Мальцев и Станислав Петухов.
В 1987 году Белов стал игроком «Торпедо» Тольятти, клуба первой лиги чемпионата СССР, где провёл шесть сезонов. В первом — помог команде попасть в переходный турнир, победители которого переходили в высшую лигу. Тольяттинцы заняли предпоследнее место.
В сезоне 1990/91 «Ладу» возглавил Геннадий Цыгуров. Клуб выиграл первую лигу и впервые в истории вышел в высшую. Белов стал шестым бомбардиром команды, набрав 51 (26+25) очко в 61 матче.
В сезоне 1991/92 вместе с «Ладой» дебютировал в высшей лиге чемпионата СССР/СНГ и с 28 (19+9) очками стал вторым бомбардиром команды. Зимой принял участие в хоккейном турнире зимней Универсиады в Саппоро, Япония, где студенческая сборной СССР выиграла серебряные медали.
В сезоне 1992/93 «Лада» в плей-офф дошла до финала, где уступила московскому «Динамо» 0-3. В 49 матчах Белов набрал 34 (21+13) очка и стал лучшим бомбардиром команды.
После этого Белов вернулся в московское «Динамо», где провёл два сезона. В 1994 году команда Игоря Тузика выиграла серебряные медали чемпионата России, а затем дошла до финала Кубка страны, где проиграла «Ладе». «Динамо» также вышло в финал Кубка Европы, где уступило финскому ТПС 3:4. В том же сезоне Белов впервые сыграл за сборную России, с которой работал Борис Михайлов, на Призе «Известий». Турнир стал для команды и нападающего победным.
В сезоне 1994/95 противостояние «Динамо» и «Лады» продолжилось. Клубы вновь встретились в решающей кубковой серии, и москвичи взяли реванш 3-2. Белов не играл в плей-офф.
Два следующих года провёл в Европе. Сначала — в «Хуре» из второй лиге Швейцарии, где набрал 45 (19+26) очков в 34 матчах и стал третьим бомбардиром команды. Затем — в «Слезане» из Опавы, дебютировавшем в главной лиге Чехии.
В 1997 году вернулся в Россию, подписав контракт с московским «Динамо», главным тренером которого стал Зинэтула Билялетдинов. В сезоне 1997/98 «Динамо» осталось без медалей в чемпионате, но вышло в финал Кубка России, где уступило магнитогорскому «Металлургу» 1-3. В Евролиге в решающем матче «Динамо» уступило клубу «Самина» 3:5. Белов набрал 6 (2+4) очков в 9 матчах турнира.
В сезоне 1998/99 «Динамо» вновь уступило магнитогорскому «Металлургу» в финале 2-4 и в финале четырёх Евролиги в решающем матче 14 февраля 1999. Белов набрал 5 (4+1) очков в 11 матчах турнира.
Финал игровой карьеры прошёл в «Витязе», где он вновь встретился с Александром Зачёсовым. В сезоне 1999/2000 его 78 (42+36) очков в 66 матчах привели клуб к победе в высшей лиге и позволили впервые в истории выйти в суперлигу. В сезоне 2000/01 «Витязь» дебютировал в суперлиге, а Белов стал играющим тренером команды, но она в итоге не смогла сохранить место среди лучших.
В следующем сезоне стал главным тренером «Витязя». В финальном турнире высшей лиге «Витязь» занял третье место, уступив путевки в суперлигу «Сибири» и ХК ЦСКА.
В сезоне 2002/03 вернулся на лёд в роли играющего тренера «Витязя». В 47 матчах чемпионата набрал 50 (18+32) очков и стал лучшим бомбардиром команды, но это не помогло «Витязю» попасть в финальный турнир высшей лиги. После окончания сезона Белов принял решение завершить карьеру игрока.

### Карьера тренера
В 2003 году вошёл в штаб Зинэтулы Билялетдинова в московском «Динамо». Спустя год ушедшего в «Ак Барс» Билялетдинова заменил Владимир Крикунов. Белов остался работать в клубе и выиграл свой первый чемпионский титул. В том же сезоне москвичи сыграли в финале четырех Континентального Кубка, где заняли второе место.
Летом 2005 года перебрался в Казань, приняв приглашение Билялетдинова. В сезоне 2005/06 «Ак Барс» Билялетдинова и Белова, в котором солировала тройка Морозов — Зиновьев — Зарипов, стал чемпионом во второй раз в истории, в финальной серии переиграв «Авангард» 3-0. В следующем — выиграл регулярный чемпионат и вновь дошёл до финала, где уступил магнитогорскому «Металлургу» 2-3. В том же сезоне 2006/07 «Ак Барс» представил Россию в финале шести Кубка европейских чемпионов, который прошёл в январе 2007 года в Санкт-Петербурге. В финале казанская команда разгромила финский ХПК 6:0.
В сезоне 2007/08 «Ак Барс» проиграл в полуфинальной серии «Салавату Юлаеву» 1-3, но добыл ещё один трофей в Европе — в январе 2008 в столице Латвии Риге казанцы выиграли все три матча финала четырех Континентального Кубка.
В сезоне 2008/09 «Ак Барс» стал первым обладателем Кубка Гагарина. В финальной серии был обыгран «Локомотив» 4-3. В следующем сезоне «Ак Барс» выиграл Кубок Гагарина во второй раз подряд, переиграв в финальной серии ХК МВД 4-3, а также взял Кубок Открытия, одержав победу над «Локомотивом» (3:2).
В сезоне 2010/11 «Ак Барс» в Кубке Открытия уступил московскому «Динамо» (1:3), в четвертьфинальной серии — «Салавату Юлаеву» 1-4. В июне 2011 года Билялетдинов возглавил сборную России, подписав с Федерацией хоккея России трёхлетний контракт и покинул «Ак Барс». Белов вошёл в его штаб. Оба специалиста, по условиям контракта, были освобождены от клубной работы.
В мае 2012 года сборная России под руководством Билялетдинова, в тренерский штаб которого входили Валерий Белов, Игорь Никитин, Дмитрий Юшкевич и Владимир Мышкин, выиграла чемпионат мира в Финляндии и Швеции. Команда одержала победы во всех десяти матчах турнира, в финале переиграв Словакию (6:2).
После чемпионата мира Белов вернулся в «Ак Барс» в роли главного тренера, сменив на этом посту Владимира Крикунова. Его контракт был рассчитан на два года. В сезоне 2012/13 «Ак Барс» выиграл восточную конференцию, а в плей-офф прошёл два раунда и вышел в финал восточной конференции. Казанская команда вела в серии против «Трактора» Валерия Белоусова 3-1, но в финал вышли челябинцы. Судьбу серии в седьмом матче решил гол Андрея Костицына на последней минуте третьего периода.
Весной 2013 года Белов отправился на свой второй чемпионат мира. В четвертьфинале Россия проиграла США 3:8.
В сезоне 2013/14 «Ак Барс» занял третье место в восточной конференции в регулярном чемпионате и уступил в первом раунде плей-офф «Сибири» в серии до четырёх побед 2-4.
В феврале 2014 года Белов в качестве старшего тренера сборной России принял участие в Олимпийских играх в Сочи. В четвертьфинале Россия проиграла Финляндии 1:3.
Два следующих года Белов провёл в «Ак Барсе» в роли старшего тренера. В сезоне 2015/16 казанский клуб дошёл до финала Кубка Гагарина, где проиграл СКА 1-4. Год спустя — уступил в первом раунде «Салавату Юлаеву» 3-4.
25 марта 2016 года вернулся в подмосковный «Витязь». В сезоне 2016/17 команда впервые с 2007 года, а также впервые за время выступления в КХЛ пробилась в плей-офф. В первом раунде плей-офф «Витязь» проиграл СКА 0-4.
В сезоне 2017/2018 «Витязь» занял 11 место в западной конференции.
В сезоне 2018/19 клуб в третий раз в истории вышел в плей-офф, где в первом раунде проиграл ЦСКА 0-4. После этого Белов принял решение покинуть «Витязь» и взял паузу в профессиональной деятельности. В апреле 2020 года назывался одним из кандидатов на пост главного тренера нижегородского «Торпедо».

### Личная жизнь
Женат, четыре дочери.

### Образование
Самарская педагогическая академия, Государственный университет сервиса муниципального управления (Москва).

## Почетные звания и награды
- Мастер спорта международного класса (1999)
- Заслуженный тренер России (2007)
- Благодарность Президента России (2012)
- Почетный знак «Честь и слава» (2012)
- Орден Белого орла (2013)
- Благодарность Олимпийского комитета России (2014)
- Заслуженный работник физической культуры Республики Татарстан

## Достижения хоккеиста
- 1991 — победитель высшей лиги («Лада») + серебряный призер Зимней Универсиады в Саппоро, Япония (студенческая сборная СССР)
- 1993 — серебряный призер чемпионата России («Лада») + победитель открытого первенства России (ЦСК ВВС)
- 1994 — серебряный призер чемпионата России + финалист Кубка России («Динамо» Москва) + победитель Приза «Известий» (сборная России)
- 1995 — чемпион России + серебряный призер Кубка Европы («Динамо» Москва) + серебряный призер Кубка Прагобанка (сборная России)
- 1998 — финалист Кубка России + финалист Евролиги («Динамо» Москва)
- 1999 — серебряный призер чемпионата России + финалист Евролиги («Динамо» Москва)
- 2000 — победитель высшей лиги («Витязь»)

## Достижения тренера
- 2005 — чемпион России + серебряный призер Континентального Кубка («Динамо» Москва)
- 2006 — чемпион России («Ак Барс»)
- 2007 — серебряный призер чемпионата России + обладатель Кубка европейских чемпионов («Ак Барс»)
- 2008 — обладатель Континентального Кубка («Ак Барс»)
- 2009 — чемпион России + обладатель Кубка Гагарина («Ак Барс»)
- 2010 — обладатель Кубка Открытия КХЛ + чемпион России + обладатель Кубка Гагарина («Ак Барс»)
- 2012 — чемпион мира (сборная России)
- 2014 — участник Олимпиады в Сочи + главный тренер команды восточной конференции на Матче звезд КХЛ в Братиславе
- 2015 — финалист Кубка Гагарина («Ак Барс»)